# Área metropolitana del Alto Chicamocha
Es una área metropolitana de facto del departamento de Boyacá, Colombia, en medio de la Cordillera Oriental (Colombia) de la Cordillera de los Andes, la cual, dada sus características geográficas, económicas y sociales, conforman hoy un corredor importante para el departamento.
El Alto Chicamocha lo conforman los municipios de Paipa, Duitama, Santa Rosa de Viterbo, Tibasosa, Nobsa, Sogamoso, Firavitoba, Iza, Floresta ,Buzbanza (Boyacá). El Alto Chicamocha se puede dividir en las siguientes zonas geográficas:
- El valle que conforman Duitama y Paipa.
- El valle que conforman Tibasosa, Nobsa, la vereda de Cuche ubicada en Santa Rosa de Viterbo,Floresta y Buzbanza (Boyacá).
- El valle que conforman Sogamoso, Firavitoba e Iza (Boyacá).

## Historia
La creación del Área Metropolitana del Alto Chicamocha obedece al ánimo de integración económica, y proyección y planeación para el desarrollo de los municipios de la región más importante y con mayor desarrollo de Boyacá. El gran crecimiento urbano de las ciudades de Duitama y Sogamoso, principalmente, su desarrollo industrial y comercial durante los últimos años han convertido a esta región en un importante polo de desarrollo regional.

## División política y administrativa actual del Área Metropolitana
Los municipios han sido colocados en orden alfabético. Los dos municipios más importantes, Sogamoso y Duitama, son homogéneos en población e importancia.
| Municipios            | Superficie km² | Población (2023) (hab) | Densidad Poblacional (hab/km²) | Altitud m s. n. m. | Códigos Postales | Valor Agregado (2023) (miles de M de $COP) | Peso Relativo en el PIB departamental (%2023) | Grado de Importancia Económica (2023) |
| --------------------- | -------------- | ---------------------- | ------------------------------ | ------------------ | ---------------- | ------------------------------------------ | --------------------------------------------- | ------------------------------------- |
| Duitama               | 236,93         | 126.670                | 474                            | 2.530              | 150461-150469    | 1.969                                      | 9,0                                           | 2                                     |
| Firavitoba            | 109,9          | 6.523                  | 59                             | 2.490              |                  | 72                                         | 0,3                                           | 7                                     |
| Iza                   | 34             | 2.349                  | 69                             | 2.560              |                  | 34                                         | 0,2                                           | 7                                     |
| Nobsa                 | 55,31          | 16.271                 | 294                            | 2.593              |                  | 1.547                                      | 7,1                                           | 2                                     |
| Paipa                 | 306            | 31.868                 | 104                            | 2.525              | 150440-150449    | 525                                        | 2,4                                           | 3                                     |
| Santa Rosa de Viterbo | 107            | 13.403                 | 125                            | 2.753              |                  | 105                                        | 0,5                                           | 6                                     |
| Sogamoso              | 308,54         | 147 759                | 627                            | 2.569              | 152210-152219    | 2.401                                      | 18.3                                          | 1                                     |
| Tibasosa              | 94,3           | 14.063                 | 149                            | 2.538              |                  | 1.026                                      | 4,7                                           | 3                                     |
| Floresta              | 85             | 4.523                  | 53,21                          | 2.500              | 1506             |                                            |                                               | 1                                     |
| Buzbanza              | 22.5           | 1.156                  | 51,38                          | 2.472              |                  |                                            |                                               | 1                                     |
| Total/Media           | 1.181,98       | 364.585                | 289,5                          | 2.570              | -                | 7.679                                      | 35,2                                          | 1                                     |

Con algo más de 350.000 habitantes, constituye el área más poblada del departamento por delante del Área Metropolitana de Tunja y cuenta con la cuarta parte de la población del departamento (1 242 731 habitantes). De consolidarse esta unión, el área contaría en 2017 con un valor agregado en conjunto de 7,7 billones de pesos colombianos, contribuyendo en más de un tercio del PIB departamental.
Los principales ejes urbanos del área metropolitana son Duitama y Sogamoso, ambos con alrededor de 140.000 habitantes. Sogamoso con un valor agregado de 2.4 billones de pesos es el segundo centro urbano en población del departamento después de Tunja, pero el municipio más grande en extensión urbana y la primera economía del departamento (18% del PIB). 
  Durante el año 2023 tuvo la mayor tasa de crecimiento inmobiliario del departamento superando a Tunja. Duitama se encuentra en tercer lugar con una economía de 1.9 billones de pesos (9% del PIB), es prestadora de servicios a las poblaciones del norte del departamento. Sus perspectivas de desarrollo son excelentes, gracias a la presencia de industrias de gran envergadura en el campo del acero y la siderurgia, el sector carrocero, la minería, el sector comercial y el de transporte.

## Geografía
Se encuentra dentro de la franja tropical, con un clima moderado, en razón de su altura sobre el nivel del mar. El Área Metropolitana de Boyacá se encuentra localizada en dos de los valles más productivos del departamento: el Valle de Sugamuxi y el Valle de Tundama, ubicados en la región del Alto Chicamocha, en las estribaciones de la Cordillera de los Andes. Esta región es irrigada por el río Chicamocha. Durante varios siglos se identificó al río con el Sogamoso, pero en la actualidad se limita el nombre de Sogamoso al río que nace de la confluencia de los ríos Chicamocha, Fonce y Suárez, muy lejos de la población a la cual debe su nombre. El Río Chicamocha o Sogamoso, del cual escribieron Humboldt y Joaquín Camacho en la Geografía Física de Codazzi[9], Vergara, etc., nace en la unión de los ríos Chulo y Tuta.

## Clima
Existen tres zonas climáticas que corresponden a:
- Clima Frío Húmedo: terrenos ubicados entre los 2500 y 3000 m s. n. m. (metros sobre el nivel del mar).
- Clima muy Frío Subparamuno Seco: terrenos ubicados entre los 3000 y 3600 m s. n. m.
- Clima de Páramo Seco: terrenos ubicados entre los 3600 y 3800 m s. n. m.

La temperatura promedio es de 17 °C, sin embargo, en un solo día puede alcanzar desde los 5 a los 24 °C, la precipitación media es de 1128 mm, los períodos de lluvia corresponde estadísticamente a los meses de marzo a mayo y de septiembre a noviembre, y la temporada seca principalmente corresponde a los meses de junio a agosto y de diciembre a febrero; la humedad relativa es del 81.4 % promedio; la evaporación abarca un rango que oscila entre 80.63 mm y 99.53 mm; los vientos predominantes proceden del sudeste y del sur, la velocidad media es de 2,86 y 3,29 m/s, los vientos son más fuertes en julio y agosto; la insolación o brillo solar corresponde a 5 h promedio por día y de 1820 horas anuales de sol.

## Población
Tiene una población proyectada para 2023 cercana a los 350.000 habitantes.
|                              |
| Vista panorámica de Duitama. |

|                         |
| Panorámica de Sogamoso. |

|                            |
| Vista panorámica de Paipa. |

|                                      |
| Panorámica de Santa Rosa de Viterbo. |

|                       |
| Catedral de Tibasosa. |

## Municipios del área metropolitana
- Sogamoso: con una población de 147.759 (2024), la segunda ciudad más poblada del departamento de Boyacá después de Tunja, su economía se apoya en un comercio interregional entre los Llanos orientales y el centro del país, en la industria siderúrgica, materiales de construcción, en la explotación de calizas, carbón y mármol. Sogamoso es la capital de la Provincia de Sugamuxi y se le conoce como la "Ciudad del Sol y del Acero". Además de ser un centro de comercio de bienes y servicios clave para el departamento.
- Duitama: con una población de 132.894 (2024) habitantes, lo que la convierte en la tercera ciudad más poblada de Boyacá, después de la Capital Tunja y Sogamoso. Duitama es la capital de la Provincia de Tundama. Se le conoce como "La Perla de Boyaca". Es el puerto transportador terrestre más importante del oriente colombiano, y es un punto estratégico de las relaciones industriales y comerciales de esta región del país.
- Paipa: con una población de 36.429 (2024) habitantes, se convierte en el sexto municipio más poblado de Boyacá. Hace parte de la provincia del Tundama. Se destaca como uno de los principales centros turísticos y comerciales de Boyacá. Se le considera la 'Capital Turística de Boyacá' por su gran influencia de turistas de nivel departamental y nacional, como también por sus festividades locales, amasijos e infraestructura hotelera.
- Nobsa: tiene una población de 17.334 (2024) habitantes. Hace parte de la provincia del Sugamuxi. En el plano económico, se destaca como un importante centro artesanal de Boyacá, destacada principalmente por sus trabajos en lana. También se destaca la actividad industrial, por el sector cementero y minero que opera en este municipio.
- Santa Rosa de Viterbo: tiene una población 14.128 (2024). Hace parte de la provincia del Tundama (siendo capital de ésta en el periodo de la República de la Nueva Granada). Se destaca por ser sede de la Escuela de policía Rafael Reyes y por sede del Tribunal Superior del Distrito Judicial del Tundama.
- Tibasosa: tiene una población de 14.063 (2024) habitantes. Hace parte de la provincia del Sugamuxi. Se destaca por ser un gran productor de feijoa a nivel nacional.
- Firavitoba: tiene una población de 7.194 (2024) habitantes. Hace parte de la provincia del Sugamuxi. Su principal economía es la ganadería y la minería.
- Floresta: tiene una población de 3.422 (2023) habitantes. Hace parte de la provincia del Tundama.  Es antigua e importante la producción de uvas y por sus alumbrados en época decembrina.
- Iza: tiene una población de 2.094 (2024) habitantes. Hace parte de la provincia del Sugamuxi. Los principales factores de ingreso económico de Iza son la agricultura y la minería, aunque también destaca su gastronomía y variedad en postres.
- Busbanzá: tiene una población de 1.200 (2024) habitantes. Hace parte de la provincia del Tundama. Con esta población Busbanzá se convierte en el municipio menos poblado de la provincia del Tundama, del Área Metropolitana del Alto Chicamocha, del departamento de Boyacá y de la República de Colombia.

## Economía
En la región se ubican grandes industrias dedicadas a diversos sectores como el siderúrgico, de cementos, automotor, agropecuario, entre otros. Por esto, recibe el nombre de Corredor Industrial de Boyacá.
Presentó un crecimiento promedio del PIB de un 1,55 % en el periodo 1990-2005, participa en un 2,41 % del PIB total nacional ocupando el octavo lugar y presenta un PIB per cápita de $4 876 669.
La economía está bastante diversificada: viven de la agricultura, la ganadería, la pesca, los servicios, el comercio, la industria, la artesanía, la extracción de petróleo y la minería, especialmente de esmeraldas. Cultivan verduras, legumbres, papa, maíz, cebada, caña de azúcar, trigo, plátano y frutales. En cuanto a la minería, se explota el carbón, el hierro y las calizas. El hierro se explota especialmente en Acerías Paz del Río, en la localidad de Nobsa y Paz de Río, el cemento en Nobsa. La zona industrial se concentra en las ciudades de Duitama y Sogamoso. Por otra parte el comercio más importante se encuentra en las ciudades de Duitama, Sogamoso y Paipa principalmente. El turismo es un renglón importante de su economía debido a que su territorio, paisaje y recursos naturales están considerados como un monumento histórico del país.

### * Sogamoso

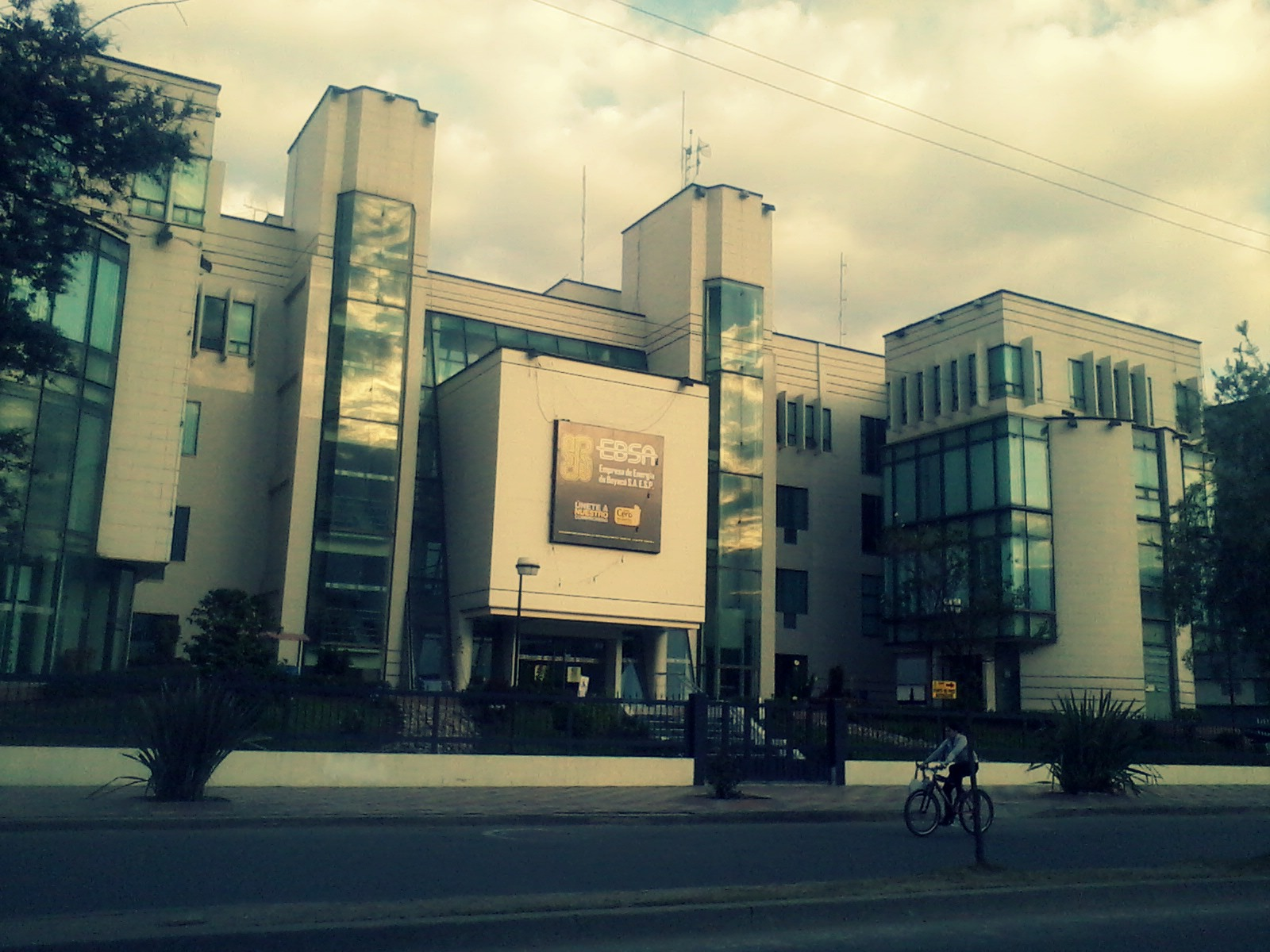
Sede EBSA, Empresa de Energía de Boyacá.

La economía de Sogamoso en la industria siderúrgica y de materiales de construcción, y en la explotación de calizas, mármol y carbón, y la agricultura, en el comercio regional y con el centro de Colombia y los Llanos orientales.
Sogamoso con un valor agregado de 2.4 billones de pesos es el principal centro económico del área metropolitana y la principal del departamento. Sogamoso concentra el 18.02 % de la economía del departamento. Como cabecera de la provincia del Sugamuxi, la economía de la ciudad se encuentra bastante diversificada donde el principal sector económico es la industria manufacturera que representa el 35,6 % de la economía, seguido de otras actividades como la prestación de servicios profesionales (20,1 %), Comercio (19,92 %), Construcción (9,6 %), Sector Financiero (9,29 %), Transporte (7,53 %), Suministro de electricidad (2,74 %), Minería (2,18 %) y Agricultura (1,91 %).
Estas son algunas de las empresas que se encuentran en la ciudad:
| Empresa                        | Sector Económico          |
| ------------------------------ | ------------------------- |
| Sidenal                        | Siderurgia                |
| Argos                          | Cementos                  |
| Grapas Y Puntillas El Caballo  | Grapas y Puntillas        |
| Colconcretos                   | Cementos                  |
| Coflonorte LTDA - Libertadores | Transporte                |
| Sudamin                        | Refractaria               |
| prefabricados barfo s.a.s      | concretos y centrifugados |
| Prefabricados del Sol S.A.     | Concretos y Centrifugados |
| INDUMIL                        | Metalurgia                |
| Cementos Del Oriente           | Cemento                   |
| Ingemol                        | Metalurgia                |
| Oxígenos De Colombia           | Empresa de Gases          |
| Proalambres                    | Metalmecánica             |
| Sidenal                        | Siderurgia                |
| Fundiherrajes                  | Metal-Eléctrica           |
| CINTEC                         | Metalurgia & Siderurgia   |
| Ferrita                        | Metalurgia                |
| Fundimetales                   | Metalurgia                |
| Gecolsa                        | Maquinaria                |
| Aseo El Sol                    | Productos de Aseo         |
| Brillahogar                    | Productos de Aseo         |
| Coflonorte - Libertadores      | Transporte                |
| Flota Sugamuxi                 | Transporte                |
| TRICOTAMOS                     | Prendas de vestir         |
| Autoboy                        | Transporte                |
| Cootracero                     | Transporte                |
| Sogataxi                       | Transporte                |
| Cootradelsol                   | Transporte                |
| Hostal La Cazihita             | Turismo                   |
| Linda Parra                    | Confección Novias         |
| Fomecons                       | Encofrados Metálicos      |

### * Duitama

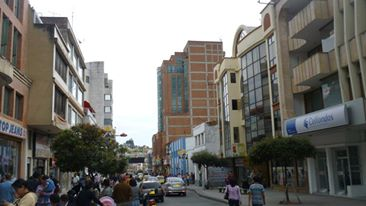
Calle 15, centro de la ciudad.

Duitama es uno de los mayores centros comerciales, industriales y de servicios de la región. Como cabecera de la provincia del Tundama, Duitama es reconocida por su industria del transporte terrestre, es sede de grandes empresas transportadoras de carga y de pasajeros. El empuje de sus industrias ha hecho de esta ciudad una de las más importantes en la construcción y ensamble de carrocerías, siendo reconocidas y premiadas en el ámbito nacional e internacional por su excelente calidad. El sector comercio forma parte importante para el abastecimiento de la región, teniendo la más alta productividad por personas ocupadas. Un factor importante de la economía local es el transporte. El municipio es punto convergente de las vías de comunicación con diferentes poblaciones del Departamento y fuera de él; es centro y despegue de las diversas carreteras del Oriente Colombiano. El parque automotor que posee la ciudad se cataloga como el mejor del departamento y uno de los primeros en el ámbito nacional. El transporte de carga es coordinado por las empresas con sede de jurisdicción de Boyacá y Casanare.
La ciudad es esencialmente un gran centro de comercio para la región circunvecina la cual es un área agrícola bastante rica y conocida por la producción de legumbres, frutas y recientemente también de uva y de vinos. Duitama es también un centro de comunicaciones entre el departamento de Santander al nororiente, y Yopal capital del departamento de Casanare en la región de Los Llanos orientales.
La ciudad cuenta desde 1976 con un parque industrial, ubicado en la vía que conduce a Paipa, allí se ubican más de 50 empresas que generan gran parte del empleo de esta región, proyecto de desarrollo industrial pionero en el país. También ha sido una de las ciudades líderes en el desarrollo del transporte en Colombia, actualmente es una de las ciudades con más empresas carroceras del país, empresas para las cuales Duitama, ha sido cuna y taller, la mayoría de ellas ubicadas en el Parque Industrial.
El empuje de sus industrias ha hecho de esta ciudad, una de las más importantes en la construcción y ensamble de carrocerías para el transporte de pasajeros y de carga. El parque automotor de la ciudad, se cataloga como el mejor del departamento y uno de los primeros en el ámbito nacional. Para 2023, en el aspecto inmobiliario se destaca por ser la segunda ciudad con mayor venta y crecimiento inmobiliario en el departamento de Boyacá, solo supera por Tunja
Dentro de las grandes empresas se destacan:
| Autobuses AGA | Duitama  | Transporte       |
| Bavaria* | Tibasosa | Bebidas          |
| Inversiones el Dorado | Duitama  | Alimentos        |
| Sika | Duitama  | Construcción     |
| Coca-Cola Femsa | Duitama  | Embotelladora    |
| Autobuses Invicar* | Duitama  | Transporte       |
| Industrias y Carrocerías JOTA JOTA* | Duitama  | Transporte       |
| Industrias Metalmecánicas SIGMA* | Duitama  | Transporte       |
| Industrias Suprema de Colombia* | Duitama  | Transporte       |
| Carrocerías Logo* | Duitama  | Transporte       |
| Postobón | Duitama  | Bebidas          |
| Codiacero | Duitama  | Acero            |
| Liroyaz | Duitama  | Alimentos        |
| Almacenes Paraíso* | Duitama  | Supermercados    |
| Arwill | Duitama  | Transporte       |
| Cootransbol | Duitama  | Transporte       |
| Inversiones Boyacá* | Duitama  | Construcción     |
| Navitrans | Duitama  | Transporte       |
| Industrias Explorer | Duitama  | Sector Eléctrico |
| *Baviera se localiza en Tibasosa, pero depende de Duitama en todos los servicios, además el 99 % de los trabajadores residen en esta ciudad. |          |                  |

El sector de la industria en Duitama en su mayoría está compuesto por empresas de fabricación de carrocerías para buses, como: AGA, LOGOS, INVICAR, TUNDAMA, AGV, entre otras y del mercado de autopartes representadas en el sector de la carrera 20 (Antigua sede de tránsito y transporte). Duitama,
cuenta desde el año de 1976 con un parque industrial pionero en el país, situado en la vía Duitama-Paipa, donde se ubican más de 50 empresas dentro de las que se encuentran empresas carroceras, industrias de fibra de vidrio, industria de procesamiento de lácteos, plantas de sacrificio de aves de corral que mueven en gran parte el empleo de la región.

## Vías de comunicación

### Terrestres
Por su posición estratégica en el centro del Departamento y como puerto terrestre se comunica:
- Sur: carretera central del Norte - Bogotá- Tunja-Paipa-Duitama.
- Norte: Carretera Central del Norte: comunica con Santa Rosa de Viterbo - Belén - Soata - Málaga-Pamplona - Cúcuta - Venezuela.
- Oriente: Nobsa - Tibasosa - Sogamoso - Yopal Casanare - Arauca.
- Occidente: Carretera de Torres Charalá - San Gil-Bucaramanga.
- Doble calzada Briceño-Tunja–Sogamoso.

la doble calzada Briceño-Tunja-Sogamoso hace parte de la ruta 55.

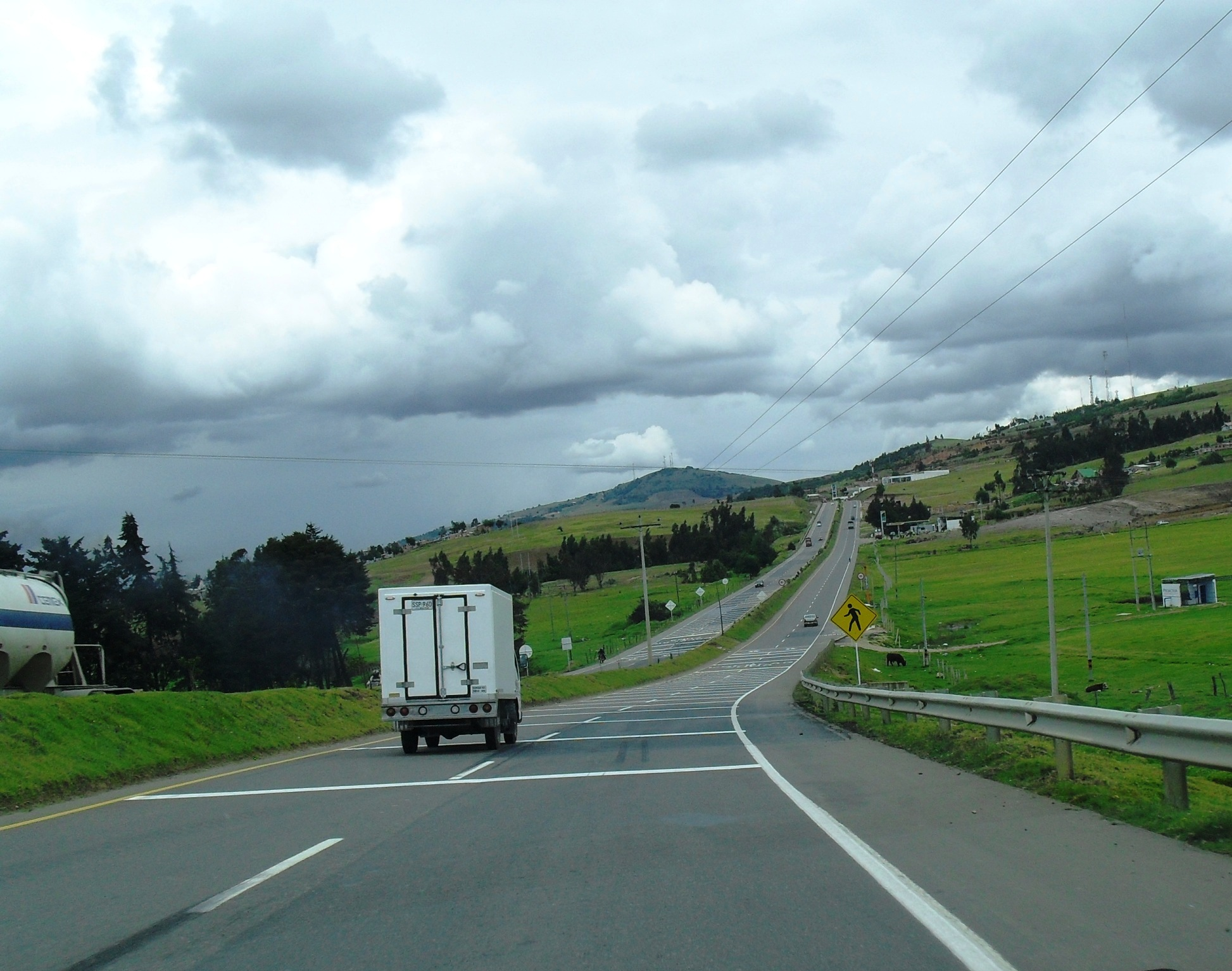
Doble calzada Briceño-Tunja-Sogamoso.

La vía construida a partir del alto flujo de automotores y accidentes en la antigua vía, conduce en doble calzada hasta Bogotá con un gran flujo vehicular para así poder expandir el tránsito de materias primas y de productos en un corto tiempo reduciendo el tiempo de transporte en una hora o más
- Troncal Central del Norte . La Ruta Nacional 55 o Troncal Central del Norte (También llamada Carretera central del Norte) es un importante corredor de la Red Nacional de Vías de Colombia, planeado para cubrir el trayecto entre Bogotá y el municipio de Puerto Santander, ubicado justo en la frontera con Venezuela. Tiene 603,3 km de longitud y es uno de los corredores viales más importantes del país, ya que permite la comunicación terrestre entre Bogotá y los departamentos de Cundinamarca, Boyacá, Santander, Norte de Santander y el Vecino país. En la Troncal Central del Norte, en el sector del Páramo del Almorzadero, se encuentra el punto más alto alcanzado por una vía nacional en Colombia, a 3864 m s. n. m. (metros sobre el nivel del mar).
- Autopista Duitama-Charalá-San Gil . La Autopista Duitama-Charalá-San Gil es una vía de la República de Colombia, en proyecto de construcción, planeada para unir la Troncal Central del Norte en el Departamento de Boyacá con la Troncal Central en el Departamento de Santander. Esta obra demanda una inversión de 220 000 millones de pesos, proyecto que constituye un eje determinante en el vínculo entre los puertos de zona Caribe, la frontera con Venezuela y el centro del país, conectando los municipios de Duitama, Charalá y San Gil, mejorando las condiciones del tráfico departamental y disminuyendo 99 kilómetros las distancias entre Duitama y Bucaramanga, en comparación con la vía actual, Barbosa - San Gil.[22]

- La vía del Cusiana . Es una vía que comunica a Sogamoso con la ciudad de Yopal, en este momento la vía se está readecuando debido a su actual mal estado, la readecuación incluye la construcción de viaductos, repavimentación, y señalización. El principal problema que históricamente ha tenido esta vía han sido las diferentes fallas geológicas en la zona del municipio de Pajarito que han dificultado las condiciones del terreno y sus constantes cierres.

### Aéreas
- Aeropuerto Juan José Rondón de Paipa (RON) Ubicado en Paipa, le sirve a la provincia de Tundama, y por ahora a todo el departamento. Es el principal aeropuerto del área metropolitana y de Boyacá. En 2022 inició operaciones comerciales a las ciudades de Medellín, Bucaramanga y Yopal. Recibe a ambulancias aéreas y aviones de poca capacidad.
- Número de Pistas: 1
- Elevación: 2453 m.s.n.m
- Longitud de pista: 1720 metros.
- Ancho de pista: 20 metros
- Superficie: Capa asfáltica
- Terminal aérea que cuenta con sala de espera, parqueadero, oficinas y dos counters para la venta de tiquetes.
- Aeropuerto Alberto Lleras Camargo de Sogamoso/Firavitoba (SOX) Perteneciente a Sogamoso y en jurisdicción de Firavitoba, es el aeropuerto que le sirve a la provincia de Sugamuxi. En el año 2019 fue modernizado y pretende ser el aeropuerto principal de carga de Boyacá.
- Número de Pistas: 1
- Longitud entre balizas 1500 metros.
- Longitud de Pista 1881 metros.
- Ancho entre balizas 40 metros.
- Ancho de Pista 23 metros.
- Capa de rodadura: carpeta asfáltica.
- La rampa y calle de rodaje pavimentadas en concreto asfáltico, existe un área para helipuerto.
- El terminal dispone de sala de espera, cafetería, tres taquillas para aerolíneas y dos bodegas para carga. Posee una Torre de Control construida a finales de 1996 y cuenta con transmisores, receptores, radiofaros, planos y equipos de telecomunicaciones y ayudas en la navegación aérea.

### Férreas
- Transporte Férreo. El corredor férreo se usa actualmente para llevar cemento de la planta de Argos en Sogamoso hasta la sede de la misma empresa en la zona industrial de Bogotá.[23] En otros tiempos funcionó bajo la firma FENOCO, para transportar mercancías y pasajeros hacia Bogotá. En el año 2023, por iniciativa del Gobierno Nacional se lanzó la estrategia 'Boyacá en Tren' con ruta navideña en tren por Paipa - Duitama - Sogamoso y Sogamoso - Duitama - Paipa, que pretendía reactivar el turismo en esta zona del departamento. Se movilizaron más de 15.000 pasajeros en diciembre de 2023.[24][25]
- En el año 2024 se habló del megaproyecto férreo que conectaría a la capital de la República con departamento de Boyacá a nivel férreo. Este proyecto pretendería conectar a Bogotá y a Boyacá (Tunja y los principales municipios del Área Metropolitana del Alto Chicamocha: Paipa, Duitama y Sogamoso) en menos de dos horas.[26][27]

## Proyectos
- Doble Calzada Briceño-Tunja-Sogamoso: una moderna vía que acorta distancias entre Bogotá y el Área Metropolitana del alto Chicamocha, en un recorrido de 2 horas aproximadamente.
- Transpuerto Duitama: será el primer centro de servicios para transporte pesado del país, que reunirá en un solo espacio todos los servicios que el sector de transporte de carga requiere para el mantenimiento adecuado de susvehículos, servicios para los conductores y para el gremio en general. EJE cambiará la forma de trabajar del sectordel transporte pesado, organizándolo y ampliando las posibilidades de negocio.
- Zona Franca Industrial: ubicada en inmediaciones de Acerías Paz del Río, incrementa el potencial de esta regióndel país.•
- Autopista Duitama-San Gil-Bucaramanga: proyecto que constituye un eje determinante en el vínculo entre los puertos de zona Caribe, la frontera con Venezuela y el centro del país, conectando los municipios de Duitama, Charalá y San Gil, mejorando las condiciones del tráfico departamental y disminuyendo 99 kilómetros la sdistancias entre Duitama y Bucaramanga, en comparación con la vía actual, Barbosa - San Gil.
- Transversal del Cusiana: Vía que conduce desde Sogamoso a Aguazul, Casanare. Vía que acorta distancias entre el área metropolitana y los llanos orientales. Actualmente (julio de 2024) esta vía presenta un cierre indefinido decretado por el Gobierno Nacional debido a inestabilidad geológica en el terreno a la altura del municipio de Pajarito. Históricamente este corredor vial ha presentado cierres periódicos debido a las diversas fallas geológicas que se presentan en el sector del kilómetro 73 al kilómetro 89, lo cual hace de este tramo vial un sector muy inestable para la infraestructura vial de la zona. Se estudian posibles nuevos corredores viales alternativos que puedan solucionar definitivamente el transporte de bienes, carga y pasajeros entre el departamento de Boyacá y los llanos orientales.

## Atractivos turísticos

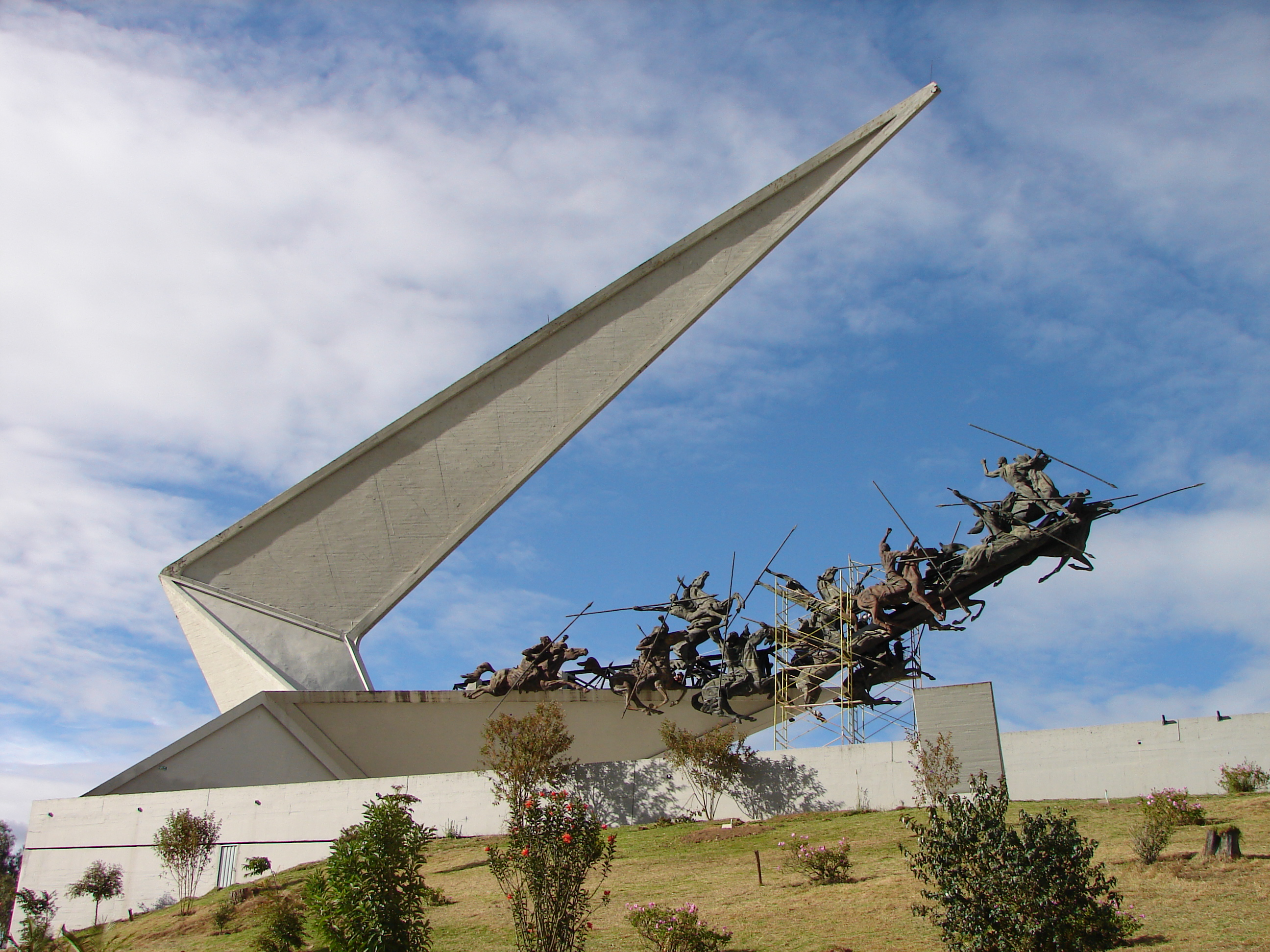
Monumento Lanceros del Pantano de Vargas, en Paipa.

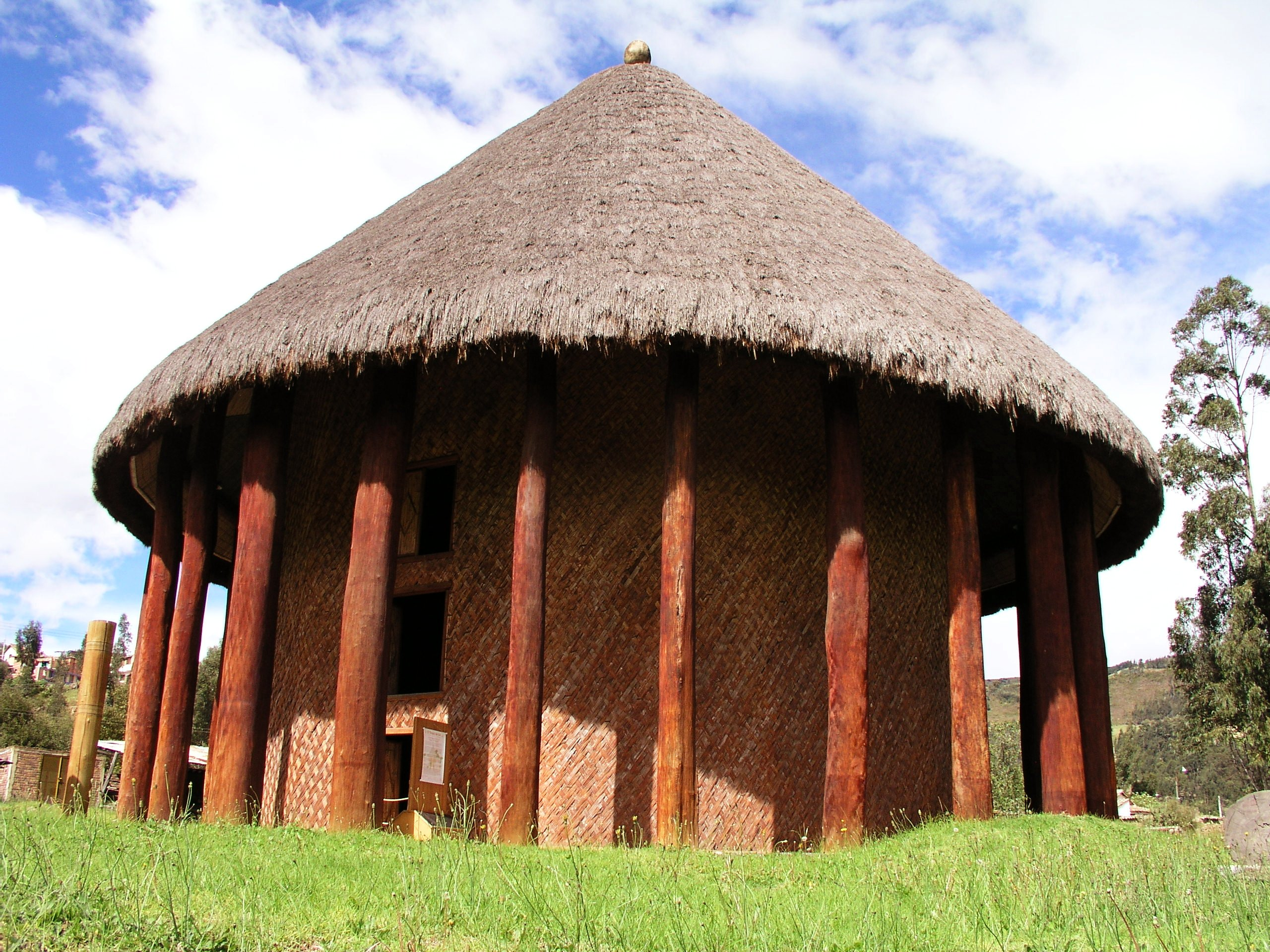
El templo del Sol, Museo Arqueológico de Sogamoso.

- Monumento a Los Lanceros del Pantano de Vargas: Monumento construido en honor a los 14 lanceros al mando del Coronel Juan José Rondón. El monumento de 133 m de alto se erigió con motivo del sesquicentenario de la independencia. En esta obra se conjuga la belleza arquitectónica y la imponencia escultórica del maestro Rodrigo Arenas Betancur. Es el monumento de mayor tamaño en Colombia.

- Aguas termales de Paipa: Paipa posee numerosas fuentes de agua termales medicinales alrededor de las cuales se ha generado una importante actividad turística.
- Pueblito Boyacense: Conjunto urbanístico diseñado sobre la base de varios estilos arquitectónicos coloniales de los pueblos más bellos del departamento. Se localiza en la ciudad de Duitama.
- Museo Arqueológico de Sogamoso: Construido sobre un cementerio muisca, en él se encuentra una reconstrucción del templo del sol que fuera uno de los sitios religiosos más importantes para los muiscas.